# Svenska cupen i fotboll för damer 2011
Svenska cupen i fotboll för damer 2011 spelades mellan 27 mars och 30 oktober 2011. Cupen vanns av Kopparbergs/Göteborgs FC som slog Tyresö FF på straffar i finalen.

## Omgångar

### Omgång 1
Riktdatum: 27 mars
Antal lag: 80 lag (division 1 och nedåt)

### Omgång 2
Riktdatum: 10 april
Antal lag: 40 lag

### Omgång 3
Riktdatum: 4–5 maj
Antal lag: 32 lag (lagen i Damallsvenskan 2011 går in i omgång 3)

### Omgång 4
Riktdatum: 1–2 juni
Antal lag: 16 lag

### Kvartsfinaler
Riktdatum: 20–21 juli

### Semifinaler
Riktdatum: 31 augusti–1 september